# Gamzigrad-Romuliana, palais de Galère
Gamzigrad-Romuliana, palais de Galère (en serbe cyrillique : Археолошко налазиште Гамзиград–Ромулиана ; en serbe latin : Arheološko nalazište Gamzigrad-Romuliana), également connu sous les noms de Felix Romuliana ou de Gamzigrad, est un site archéologique de Serbie situé près du village de Gamzigrad, sur le territoire de la ville de Zaječar. Depuis 1983, il est inscrit sur la liste des sites archéologiques d'importance exceptionnelle de la république de Serbie (référence : AN 40), et, depuis 2007, sur la liste du patrimoine mondial de l'UNESCO.
Le site est notamment constitué d'un palais fortifié construit sur l'ordre de l'empereur romain Galère à la fin du IIIe siècle et au début du IVe siècle et d'un mémorial abritant des mausolées édifiés pour l'empereur lui-même et pour sa mère Romula. Il témoigne d'un programme culturel et idéologique caractéristique de la période de la Tétrarchie, inaugurée par l'empereur Dioclétien.
La population de Gamzigrad est d'origine valaque.

## Localisation et histoire du site

### Localisation
Le site se trouve à proximité de l'ancien limes danubien, dans le secteur de l'actuelle ville serbe de Bor, riche en mines en cuivre.

### Histoire antique et médiévale
Après les conquêtes de l'empereur Trajan en 107, une province de Dacie est créée mais elle est perdue par l'Empire sous Gallien, en 268. L'empereur Aurélien transfère les légions sur la rive sud du Danube et réorganise la région en créant la province de Dacia Ripensis (la « Dacie de la rive »), avec comme capitale la ville de Ratiaria.
Romuliana est étroitement associée à l'empereur Galère, né aux alentours de 250 ap. J.C. à proximité du site actuel. Après sa victoire sur les Perses de Narseh en 297, fils adoptif de Dioclétien, Galère devient César dans le cadre du système de le Tétrarchie, inauguré par Dioclétien, et engage alors la construction d'un palais dans sa région natale. Selon l'historien romain Aurelius Victor, l'ensemble fut nommé « Romuliana » d'après le nom de la mère de Galère, Romula, une Dace. En 305, Galère est élevé au rang d'Auguste et, comme l'impose le système de la Tétrarchie, il doit d'abandonner le pouvoir lorsqu'il célébrerait le vingtième anniversaire de son arrivée au pouvoir. Après cette élévation, Galère donne à son palais une envergure plus prestigieuse et la construction devient un outil de propagande politique. Dans la réalisation de l'ensemble, la Legio V Macedonica joue un rôle décisif. À proximité du palais, sur la colline de Magura, sont édifiés deux mausolées, dont le premier est destiné à sa mère Romula, impliquée dans une persécution des Chrétiens en 303 et morte peu avant 306, et dont le second lui est destiné.
Deux autres empereurs romains sont liés à Romuliana : Maximin II Daïa (vers 270-313), neveu de Galère et Licinius (vers 263-324), né à Felix Romuliana[réf. nécessaire].
Après la mort de Galère, le palais tombe progressivement en désuétude et devient une communauté villageoise encore susceptible d'accueillir une cour impériale. Au milieu du Ve siècle, l'ensemble est incendié, peut-être par les Huns. L'époque de l'empereur byzantin Justinien se caractérise par une phase de reconstruction, même si de nombreux matériaux du palais originels, notamment les plus précieux, sont réutilisés dans d'autres bâtiments. Au début du VIIe siècle, à la suite des attaques des Avars et des Slaves, le site est progressivement abandonné.

## Histoire des fouilles et controverses sur l'identification

### Histoire des fouilles

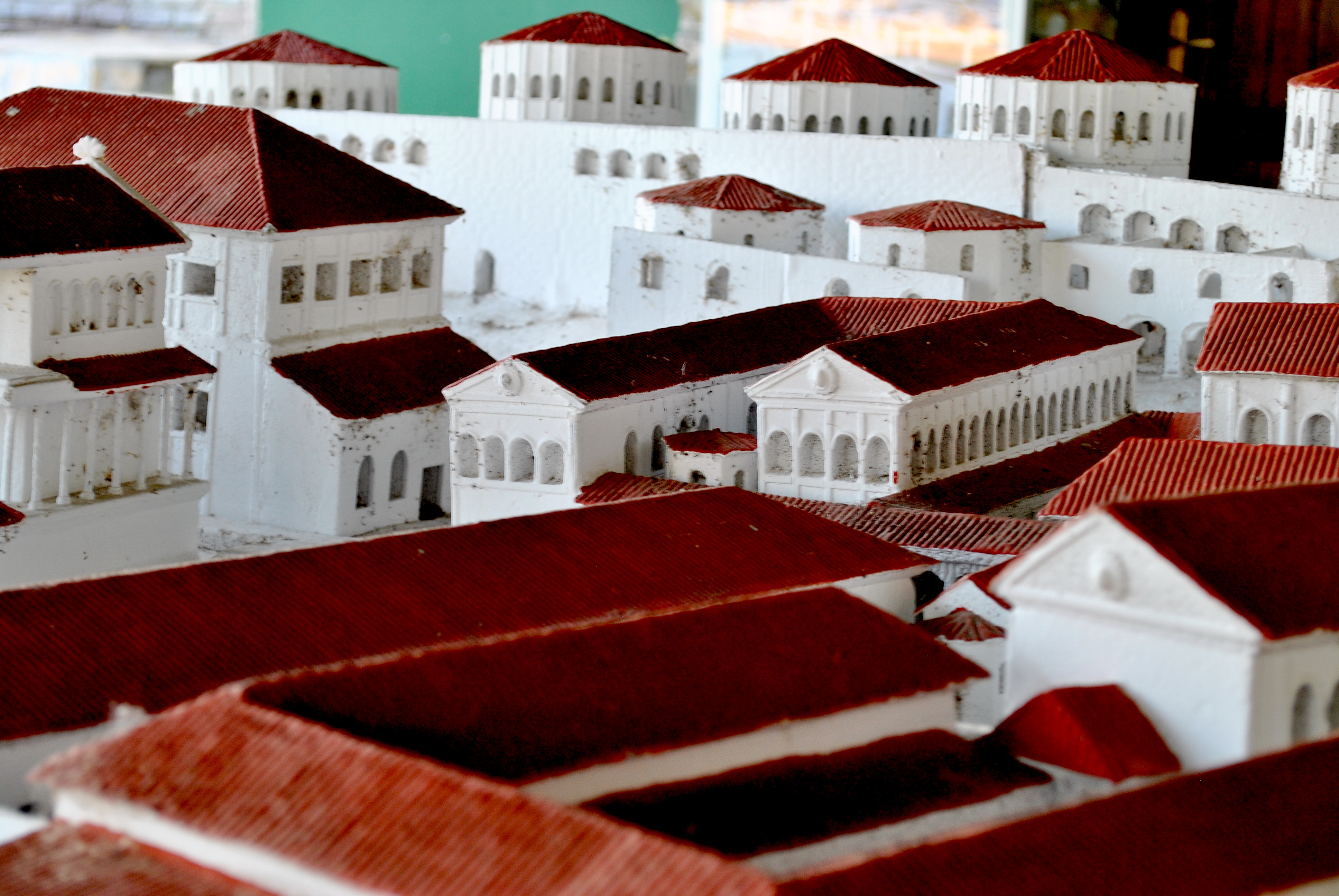
Proposition de restitution du palais

Le site est découvert au XIXe siècle et fouillé dans un premier temps à partir de 1953 par l'archéologue serbe Đorđe Mano-Zisi, conservateur en chef honoraire du musée de Belgrade.
Les fouilles sont par la suite à peu près continues à part quelques brèves interruptions. De 1957 à 1963 les fouilles du site sont dirigées par Dj. Stricevic.
Une première phase de restaurations suit, en particulier une porte de l'enceinte et des salles au pavage de mosaïques ou d'opus sectile.
Milka Čanak-Medić étudie les vestiges et propose de dater les vestiges de l'époque tétrarchique et constantinienne, dans une étude publiée en 1978.
Dragoslav Srejović fouille le site à partir des années 1970 et l'identifie comme celui du palais prévu pour la retraite de Galère, semblable au palais de Dioclétien à Split, en 1975.

### Problèmes d'identification et controverses
L'identification à Romuliana est confortée en 1984 par la découverte d'une inscription avec le nom de la cité, mais, à cette époque, cette identification ne fait pas l'unanimité. Certains auteurs plaçaient la ville dans le nord-ouest de l'actuelle Bulgarie et la tombe de Galère dans la rotonde Saint-Georges de Thessalonique. Les fouilles entreprises par la suite confirment l'appartenance du site au programme politique, idéologique et religieux de Galère ; en 1989 les zones à l'intérieur des enceintes avaient été explorées et les fouilles de 1989-1993 surtout apportent des éléments décisifs à la compréhension générale du site. Les fouilles sur la colline de Magura apportent alors des éléments d'une « importance exceptionnelle pour la meilleure compréhension de Romuliana ».

## Organisation générale et vestiges

### Organisation générale

Plan du site central.

Les fouilleurs ont pu déterminer que l'ensemble des constructions retrouvées sur le site furent bâties durant une période courte : les techniques de construction sont les mêmes et les commanditaires étaient les mêmes.
Les constructions religieuses organisent l'espace. L'espace intérieur aux enceintes est divisé en deux zones au nord et au sud ; la structure architecturale de Romuliana avait donc un caractère résolument « binaire » selon les archéologues Dragoslav Srejović et Miloje Vasić, se présentant dans sa conception « comme une glorification de deux personnes, Romula et son divin fils ».
Cependant les vestiges ne sont pas circonscrits à l'espace protégé par les enceintes, les premiers fouilleurs ont localisé des vestiges romains à l'extérieur, en particulier sur le plateau dénommé Magura, situé 1 000 mètres à l'est de la porte principale, deux monticules en particulier retenant l'attention car détachables sur l'horizon en dépit de la présence d'une épaisse forêt de chênes.
Ces deux sites dont considérés comme complémentaires.
Les fouilles permettent de qualifier Romuliana comme « un complexe sacré et commémoratif, consistant en un monumental tetrapylon, un palais (...) et le mausolée avec les consécrations des commémorations » appartenant à un programme complexe au service de la Tétrarchie et de Galère et ne laissant aucune place au hasard, « magnifique scène sur laquelle la cérémonie de l'apothéose impériale devait prendre place », « les monuments sacrés de Magura étaient étroitement associés aux monuments sacrés de Romuliana ».

### Vestiges

#### Enceinte

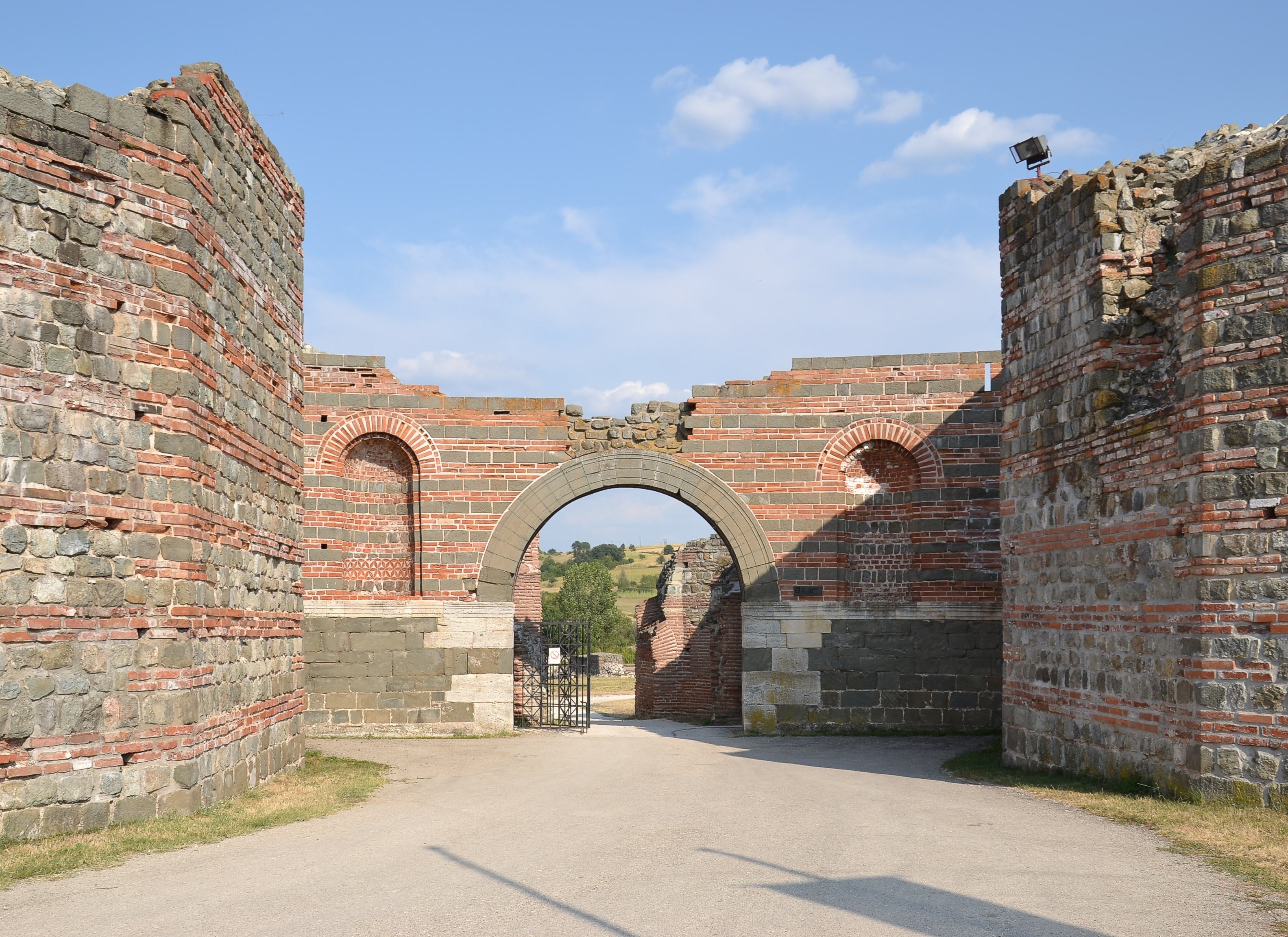
La porte occidentale

Les fouilles ont permis de mettre au jour un double système de fortifications, une muraille plus récente englobant une muraille plus ancienne.
La muraille la plus ancienne, inégalement préservée, est constituée de 16 tours de 10 m sur 10, reliées par des remparts épais de 180 cm ; elle est le plus souvent construite en briques. Les murs intérieurs étaient longés par un portique dont subsistent aujourd'hui quelques vestiges. La muraille extérieure, la plus récente, compte 20 tours ; les murs intérieurs étaient également longés par un portique dont subsistent quelques colonnes. Le second rempart, plus massif que le premier, mesure 360 cm de large et est construit selon la technique de l'opus mixtum, avec une alternance de briques et de pierres.
Deux portes monumentales permettent d'accéder au palais, le portail occidental et le portail oriental. Le portail occidental, étudié dès 1953, possède une base en grès surmontée d'un appareil relevant de l'opus mixtum ; de part et d'autre de l'entrée se trouvent deux niches destinées à accueillir des sculptures. Le portail oriental, moins bien conservé, présente la même structure et les mêmes matériaux de construction que le portail occidental ; en revanche, sa décoration et l'accent porté sur les éléments symboliques suggèrent qu'il constituait l'accès principal de l'ensemble fortifié ; une reconstitution de la porte est en cours, s'appuyant sur la base des éléments préservés. Entre ces deux portes s'étendait sans doute un decumanus, séparant le palais fortifié en deux zones nord et sud mais dont aucun élément archéologique probant n'a été retrouvé..
Deux autres portes, de dimension plus modestes, ont été mises au jour au nord et à l'est, sans trace visible de décoration architecturale ; une porte de moindre importance, une poterna, a également été découverte, créée pour assurer la vie matérielle du palais.

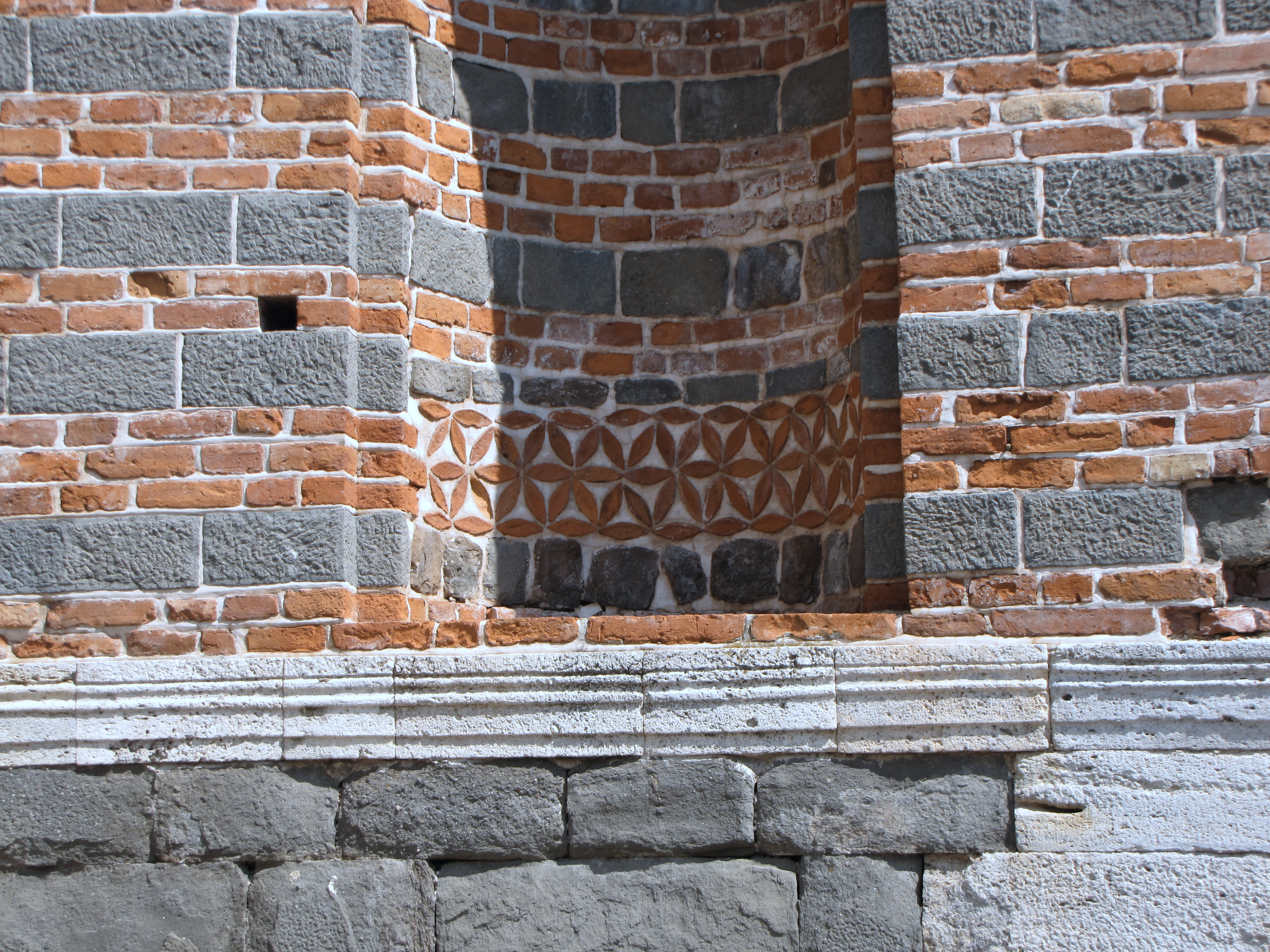
Détail d'une des niches de la porte occidentale
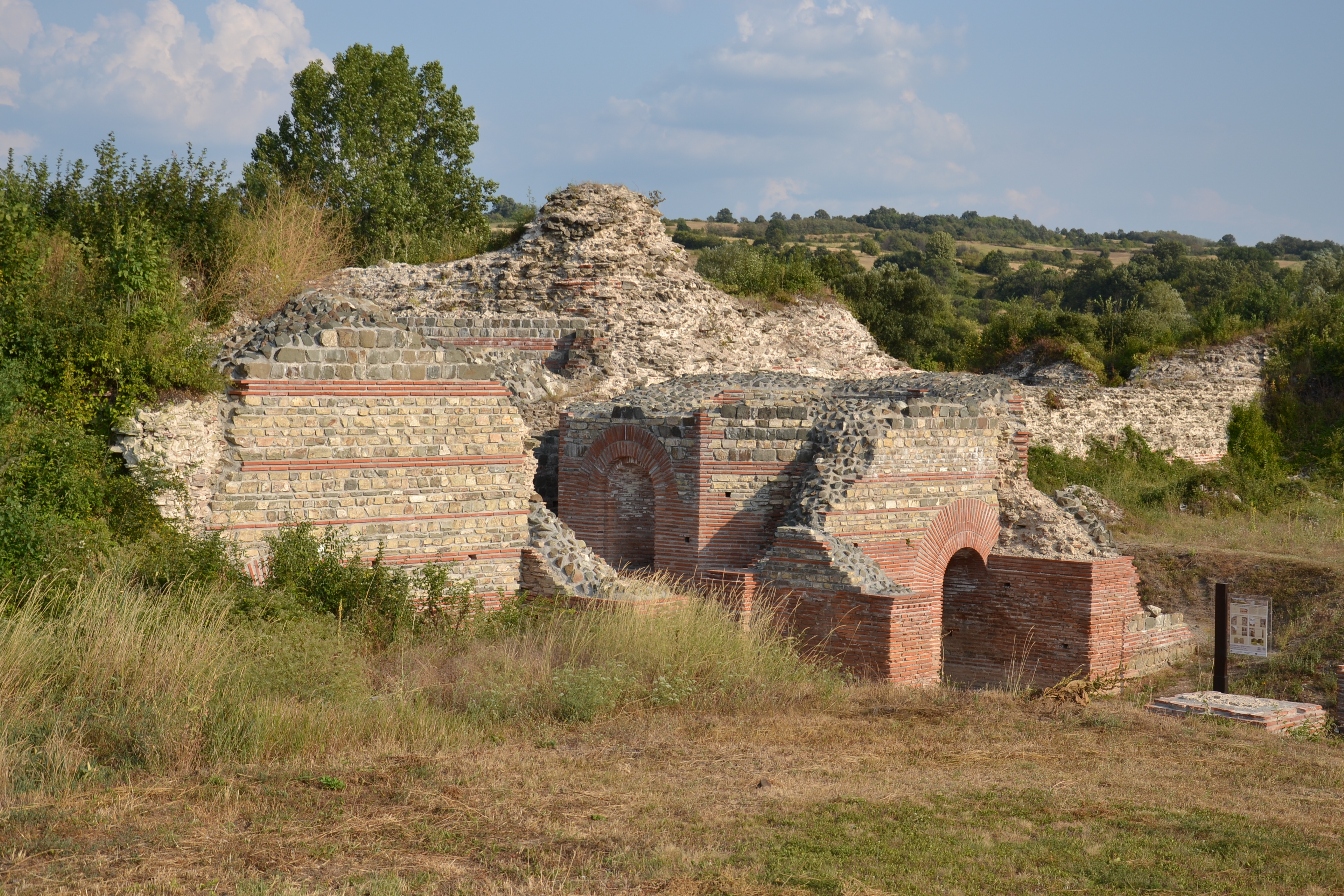
Vue de la porte orientale

#### Vestiges dans la double enceinte

##### Partie nord
Palais I

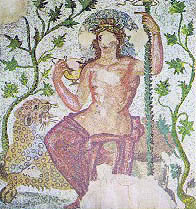
Mosaïque représentant Dionysos à un banquet.

Ce palais, qui s'inscrit dans un plan octogonal, abrite trois péristyles et des thermes. Le vestibulum, la salle d'accès, est conservé avec ses plaques de marbres et ses colonnes de serpentine et de granit rouge ; le sol est recouvert de mosaïques représentant un labyrinthe central entouré de motifs géométriques. La salle centrale, qui a pu servir de salle du trône, est décorée de motifs géométriques et de scènes de chasse. Le triclinium, la salle de réception, est orné de tuiles colorées, fabriquées selon la méthode de l'opus sectile ; son accès est décoré d'une mosaïque représentant le dieu grec Dionysos[réf. nécessaire].
Des fragments de sculptures représentant Galère en « maître de l'univers » (Pantocrator) ont été retrouvés dans nombre de salles ; sa main droite, tenant un globe de porphyre rouge, a été retrouvée dans le triclinium ; la tête de cette sculpture a été exhumée dans la partie sud-est du complexe palatial. Les sculptures en marbre représentant les dieux grecs se conformaient aux canons des Ve siècle av. J.-C. et IVe siècle av. J.-C. Les murs du palais était recouverts de marbre blanc, de porphyre vert et de fresques. Les chapiteaux des colonnes de l'atrium étaient faits de marbre venu de l'île grecque de Proconos, tandis que les murs d'une salle polygonale située dans le palais étaient recouverts de plaques de porphyre vert du Péloponnèse[réf. nécessaire].
Palais II
Les vestiges d'un second palais et ceux d'un bâtiment doté d'un couloir ont été repérés mais n'ont été que partiellement investigués.
Temples
Les vestiges de deux temples ont été mis au jour dans la double enceinte : un petit temple, dans la partie nord de Romuliana, était consacré à la mère de l'empereur divinisée, Diva Romula et le second temple, plus grand, dans la partie sud du palais, était dédié à l'empereur divinisé, Divus Galerius.
Le temple nord est caractéristique d'un tetrastile prostilos et ressemble au temple de Jupiter du palais de Dioclétien à Split, construit en 305. Ses vestiges incluent un haut podium, une crypte cruciforme, un escalier et un autel sacrificiel. Il était dédicacé à la déesse Libera. L'architrave, le podium et les piliers sont constitués de grès vert, les frises de grès blanc et les chapiteaux, avec leurs éléments figurés, en marbre[réf. nécessaire].

#### Vestiges sur la colline de Magura et à ses abords

##### Tétrapyle
Le Tétrapyle se situe au pied de la colline de Magura et ses « bases portaient peut-être des colonnes votives à la gloire de la Tétrarchie ». L'édifice était placé à un endroit d'où l'on pouvait avoir une vue générale sur Romuliana et, à cet endroit, la route se divisait en deux embranchements : le premier sur un axe est-ouest menait à Romuliana, le second orienté vers le sud menait à la colline de Magura.
L'édifice symbolise le régime et réunit en un regard le palais, résidence de l'empereur, ainsi que le mausolée et les édifices commémoratifs de la colline de Magura. La construction « illustre son progrès dans la vie et son élévation de César à Auguste et, finalement, sa divinisation ».

##### Mausolées
Les mausolées sont considérés comme ceux de Romula et de Galère, mort à Serdica, et localisés sur une portion de la colline de Magura s'étendant sur 7 000 mètres carrés.
Ces ruines furent au début des fouilles archéologiques considérées comme des avant-postes ou des tours d'observation, donc des constructions à finalité militaire. Les recherches des années 1990 ont permis de démontrer que le monticule était un mont sacré, lieu de vénération depuis les temps les plus anciens, voire préhistoriques. Selon Srejović et Vasić, « c'est là précisément que Romula et Galère furent enterrés et admis au rang des dieux ». Le lieu se trouvait dans l'axe de la porte orientale de Romuliana.
Un premier mausolée fut érigé sur le côté nord, et, à ses abords, fut élevé un cercle de pierre surmonté d'un tumulus. Le second mausolée fut élevé sur la face sud peu après, pourvu également d'un tumulus présentant les mêmes caractères que le premier.
Les constructions sont en très mauvais état ; elles furent détruites dès le Ve siècle et les matériaux servirent aux constructions de maisons byzantines à l'intérieur des murailles. Les tumulus furent également percés de tunnels à la même époque. Les vestiges du premier mausolée sont très parcellaires, avec uniquement le noyau du podium, haut au maximum de 3,70 m, et les vestiges de la sépulture. Le podium carré mesurait 9,54 m de côté. La façade du podium était constituée de blocs de calcaire, la structure interne était faite de moellons et de mortier. La tombe avait une longueur d'1,80 m et ses murs, qui étaient surmontés d'une voûte, étaient de brique. Les éléments architecturaux retrouvés dans les fouilles, dont des éléments de corniche et des fragments de marbre, permettent de restituer à l'édifice une structure octogonale, à l'intérieur richement décoré de marbres et de mosaïques, même si les vestiges empêchent une restitution précise,. La partie supérieure est la plus difficile à restituer car aucun élément n'a été conservé ; le plan extérieur en était octogonal même si le plan intérieur de la cella n'est pas assuré ; cependant les constructions funéraires bien que polygonales à l'extérieur étaient circulaires à l'intérieur. La façade de l'octogone était bâtie selon la technique de l'opus isodomum.
Le second mausolée a également été partiellement conservé, il n'en subsiste que le noyau avec les éléments d'un escalier, ainsi qu'une crypte et une tombe. Le diamètre intérieur des fondations en était de 2,28 m alors que le diamètre extérieur était de 5,65 m. À l'intérieur du noyau était présent un espace surmonté d'un demi-dôme. La voûte était de brique et la crypte s'élevait à une hauteur de 3,25 m. La tombe retrouvée avait un plan rectangulaire et mesurait 2,23 m sur 0,96 m. La partie supérieure de l'édifice était de brique. La cella avait un rayon intérieur de 2,43 m et un rayon extérieur de 3,27 m. La partie extérieure du podium a la forme d'un dodécagone dont chaque côté faisait 2,85 m. Le rayon intérieur du cercle inscrit dans le dodécagone faisait 5,50 m. Quelques vestiges subsistent d'un escalier circulaire qui menait à la plate-forme. Les éléments architecturaux retrouvés, fragments de colonnes et élément d'un chapiteau ionique, permettent d'envisager que la cella était entourée d'une colonnade.

##### Tumulus
Les deux tumulus associés aux mausolées possèdent la même structure que les mausolées mais leur taille diffère, tout comme certains détails.
Le premier tumulus comporte un mur de pierre en opus incertum de moellons et de mortier épais de 2,35 m et formant un cercle de 30 m de diamètre ; il est surmonté d'un tertre de terre de 8,50 m de hauteur. À peu près au centre du cercle se trouve une zone brûlée malheureusement difficile à délimiter du fait de l'état du site qui a cependant livré quelques objets, des amas de métaux fondus (argent surtout) et des monnaies en or des règnes de Probus, Maximien Hercule et Dioclétien. Les trouvailles permettent de préciser l'apparence et le caractère de la structure en bois disparue. Elle était de grande dimension, comme l'atteste le diamètre des poteaux retrouvés, et, de plus, elle était richement ornée comme l'indiquent les découvertes de métaux précieux.
Le second tumulus a livré des restes d'une structure en bois, mais elle est plus grande : le diamètre extérieur de l'anneau de pierre, de même épaisseur que le premier, est de 40 m et la hauteur du tertre est de 10,50 m. La surface brûlée au centre de l'anneau occupe 32 m sur 18 m, et les fouilleurs ont mis au jour des éléments de poutres et de planches carbonisées. En outre, ils ont découvert divers objets dont des fragments de lances en fer, ceux d'une cotte de mailles, deux agrafes, etc. Les poutres ont laissé des traces dans le sol brûlé, permettant de restituer une plate-forme de 15 m sur 17 m environ et orientée nord-est sud-ouest. Le plan a peut-être changé, comme peuvent le laissent supposer les différentes traces de présence de trous de poteau
.
Le fouilleur identifie les plates-formes à des bûchers funéraires impériaux, pour lesquels nous disposons de descriptions dans les sources écrites et également dans la numismatique du IIe siècle, et les murs marquaient le lieu de ces cérémonies de crémation. Srejović évoque une crémation en effigie et ne pense pas que le lieu était un ustrinum stricto sensu du fait des tombes dans les mausolées qui évoquent une inhumation. Cette cérémonie de crémation en effigie appartient au rituel de l'apothéose des membres de la famille impériale à partir du milieu du IIe siècle.
La fouille n'a pas été terminée lors de la publication des comptes rendus en 1994, l'auteur évoquant une clôture et sans doute la présence d'une colonne monumentale similaire à celles érigées pour Antonin le Pieux ou Marc Aurèle à Rome.

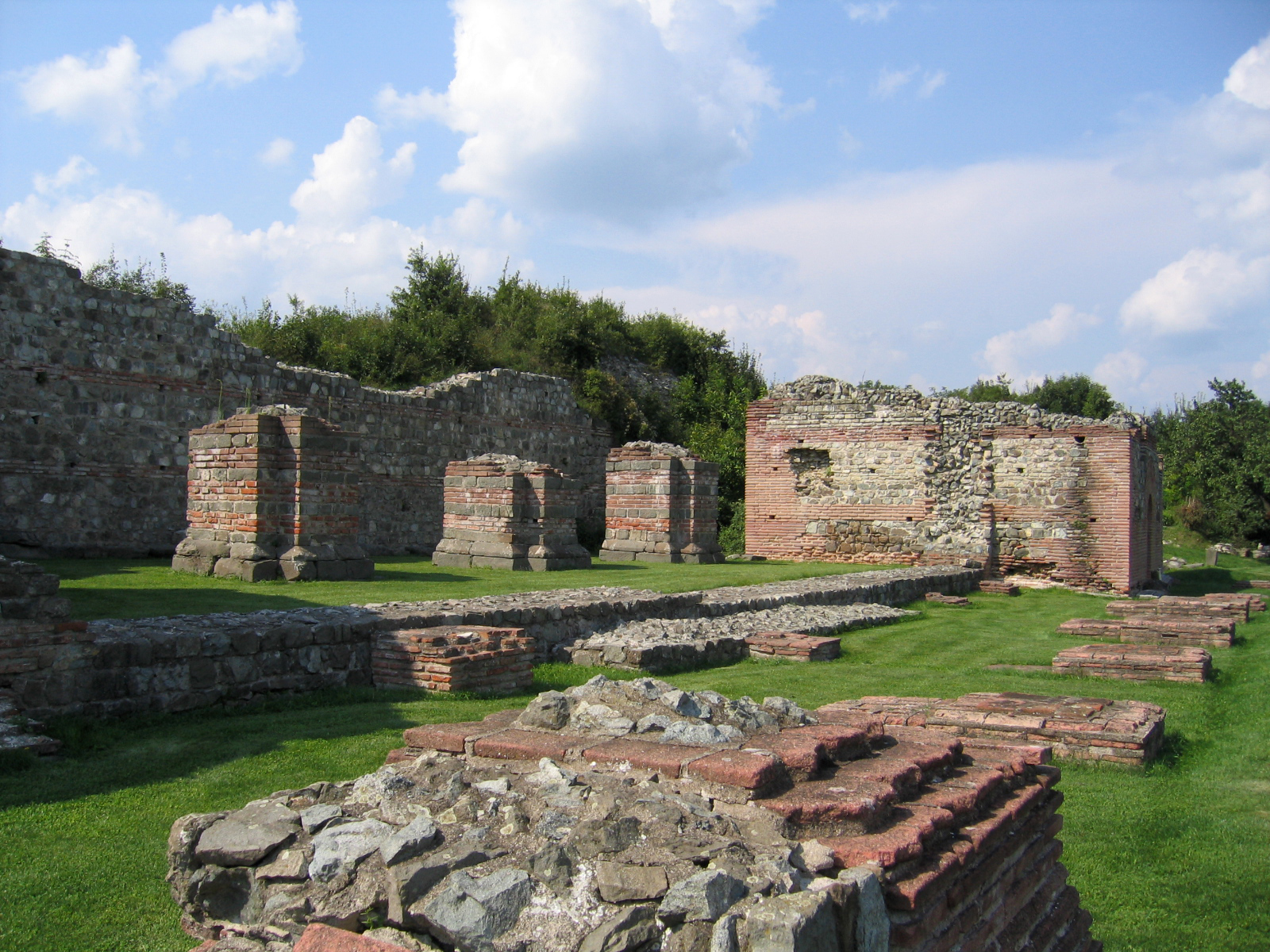
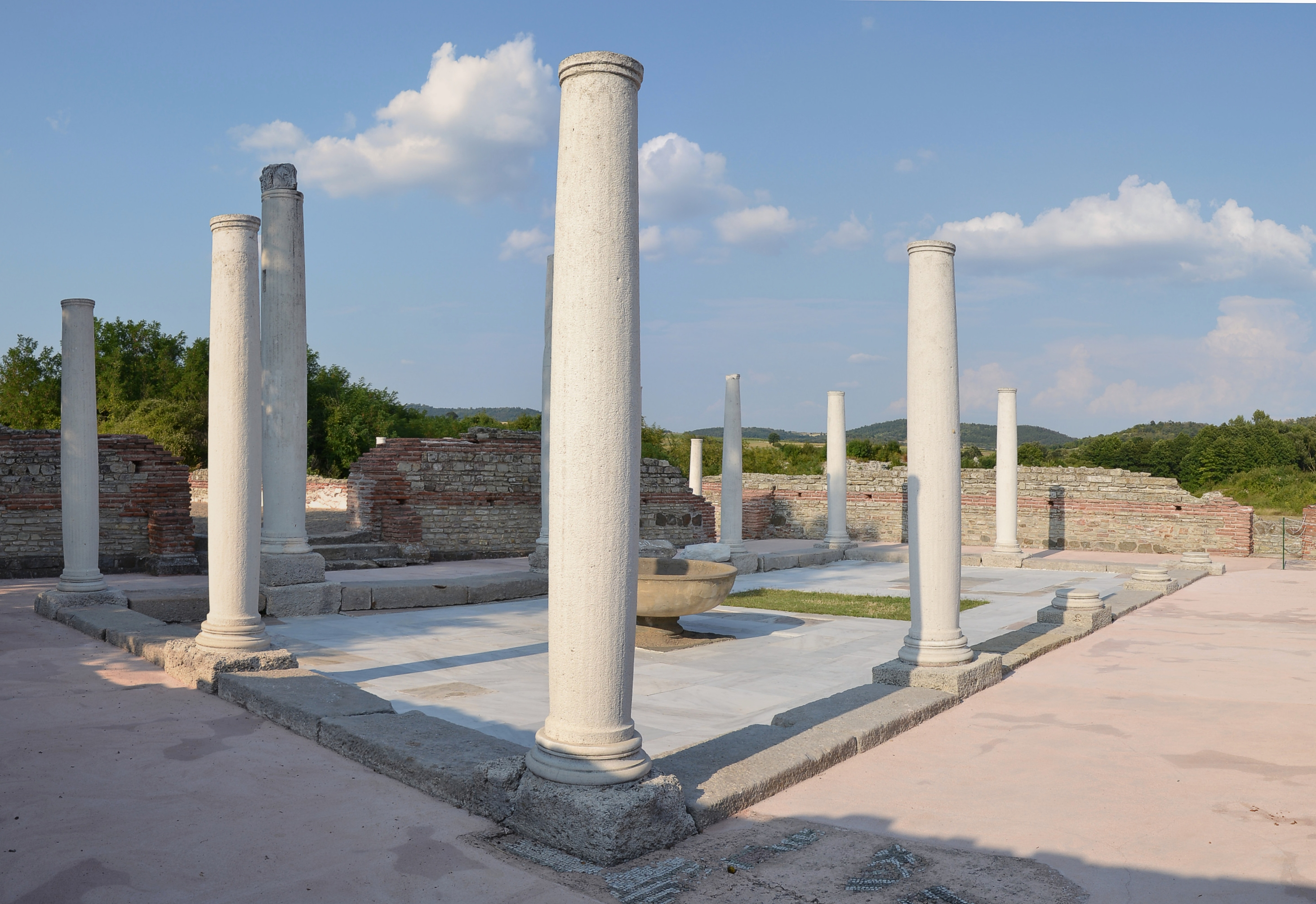

## Découvertes archéologiques à Romuliana

### Représentations liées à la Tétrarchie
Sur le site archéologique de Romuliana, de 1953 à 1993, ont été découverts des fragments de statues qui sont autant de « témoins sculptés de l’iconographie tétrarchique ».

#### Fragment de tête de porphyre

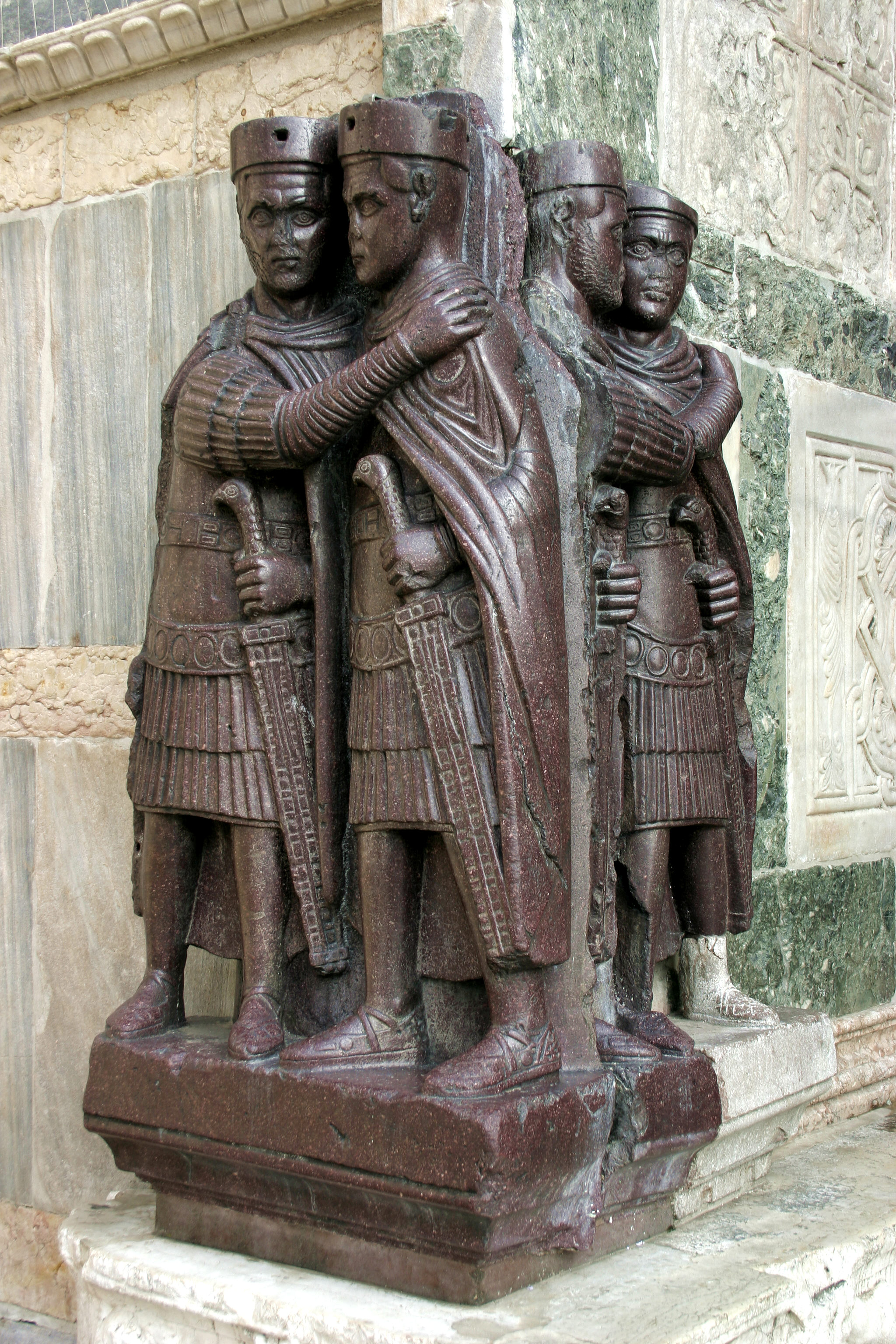
Les Tétrarques, porphyre, vers 305, actuellement à la Basilique Saint-Marc de Venise

Un fragment de tête de porphyre a été trouvé en 1962 dans les fouilles de la porte occidentale des fortifications les plus anciennes. La statue est très fragmentaire car elle n’a conservé qu’un fragment de son nez ainsi qu’une partie de la couronne.
La tête de Galère a été découverte lors de fouilles en 1993 : en pierre dure, le portrait possède des traits similaires aux monnaies de cet empereur. La couronne que porte l'empereur, d'origine orientale, a été datée de 303.
Les éléments, quelque fragmentaires qu'ils soient, permettent de relever des analogies avec d’autres œuvres dont le fameux groupe des Tétrarques de Venise, provenant de Constantinople.
Les fouilles ont également livré des éléments de pilastres trouvés en 1985-1987 parmi les ornements de la façade de la porte orientale des fortifications les plus récentes, avec des motifs liés aux victoires, étendards et représentations des Tétrarques (des deux Tétrarchies) et datés par Srejović de 305-306.

#### Pilastres sculptés
Un des pilastres retrouvé (dénommé pilastre A) est très endommagé, cependant le second (dénommé pilastre B) est en très bon état de conservation : les côtés portent des motifs de vignes et de raisin et la façade comporte un symbole militaire (signum) avec cinq médaillons dont trois portent des bustes de deux hommes vêtus de toges et de paludamentum. Srejović pense que les bustes sont ceux de Dioclétien et Maximien Hercule et ceux des Augustes avec leurs Césars (Constantius et Galère, Severus et Maximius). Le médaillon central représente sans doute Galère et celui du haut Constantius. Le 4e médaillon est en forme de couronne de lauriers et fait allusion au triomphe qui suivit la victoire sur les Perses. Srejović a émis l’hypothèse selon laquelle le pilastre A portait des représentations identiques mais dans un ordre différent, Dioclétien et Maximin étant représentés dans le médaillon supérieur et de façon analogue à une représentation découverte dans un monument dédicatoire trouvé dans les Thermes de Dioclétien. Cette représentation est particulièrement intéressante car elle semble démontrer une harmonie dans la seconde Tétrarchie qui pourtant dura peu de temps. C’est « non seulement la première représentation fiablement datée des Tétrarques, mais aussi la première représentation totale du régime tétrarchique ». La représentation symbolise l’essence du régime tétrarchique, « la plus grande similarité possible et l’harmonie entre les dirigeants, leur symétrie et équilibre idéal, l’identité de leurs destinées et l’élévation graduelle de chacun d’entre eux  de César à Auguste, d’Auguste à Auguste Senior et finalement à dieu ». Chaque action des co-dirigeants rejaillit sur les autres, dont la construction de Romuliana, le « monument architectural le plus complexe de la seconde Tétrarchie ». Cependant, alors que la première Tétrarchie mettait en avant un quatuor, les éléments retrouvés représentent un sextuor. Les six hommes se ressemblent tant que les représentations « ne peuvent être utilisées comme des preuves pour l’iconographie de chaque gouvernant », c’est un élément de stylisation.
Les fragments d'un autre pilastre, étudié en 1994, ont été retrouvés dans les fouilles d’une maison byzantine précoce du nord-est de Romuliana. Ce pilastre est très endommagé mais il représente des éléments militaires ainsi que des personnages et a pu faire l’objet d’une proposition de restitution. Le fragment conservé présente deux personnages en toge, portant un objet conique endommagé ; et, dans la partie inférieure du fragment, une Victoire aux ailés déployées porte une couronne dans sa main droite, dont elle ceint un individu dont quelques pauvres traces subsistent. Le pilastre avait une structure symétrique donc le chercheur estime qu’il représentait 6 individus de sexe masculin, regroupés par paires, chacun étant couronné par une Victoire.

#### Tête de porphyre et main avec globe: éléments d'une statue colossale de Galère?

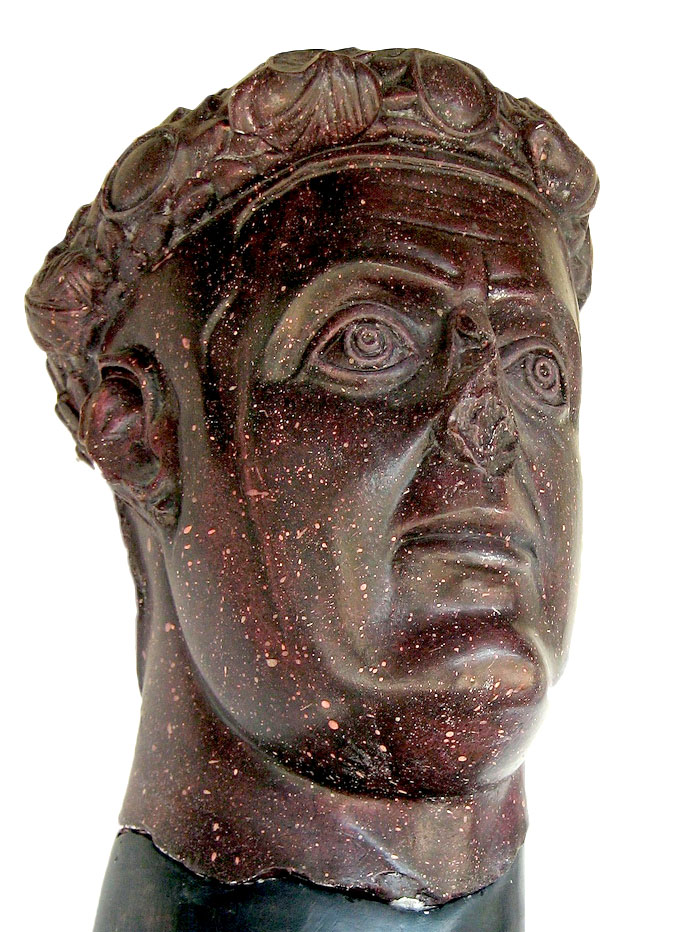
Tête de l'empereur Galère découverte sur le site en 1993

Une tête complète, plus grande que nature, en bon état de conservation a été dégagée en 1993 dans des thermes du quartier sud-est de Romuliana. Les traits sont simplifiés comme souvent dans les œuvres réalisées dans cette pierre très dure et difficile à travailler. Le regard est expressif et les rides du milieu du front sont marquées ; le visage dégage de l’énergie sans être pour autant austère.
La figure est celle d’un homme mûr et imberbe ; seuls sont abimés le nez, une oreille et la couronne. Les cheveux sont matérialisés par une limite qui va du front aux tempes et aux oreilles. L’artiste a voulu suggérer par un double menton l’obésité du personnage représenté.
La tête est ceinte d’une couronne très complexe : la guirlande de laurier est pourvue de trois joyaux dont l’un, au milieu du front, est positionné dans le sens de la hauteur et les deux autres sur la longueur ; entre les joyaux se trouvent représentés quatre bustes d’hommes malheureusement abimés mais nettement individualisés. Cette couronne aux bustes, selon une origine peut-être orientale, pourrait être mise en liaison avec le culte impérial.
« Le type du matériau, les traits stylistiques et l’iconographie indiquent clairement que la tête découverte à Romuliana représente un des Tétrarques » selon Srejović. Baratte pour sa part pense que l'utilisation du porphyre pose problème tant sur le lieu de production des œuvres que sur un supposé usage impérial. Finalement, selon Baratte, « l’iconographie de Galère n’est pas mieux connue que celle de la plupart des autres tétrarques ».
La tête faisait partie soit d’une statue monumentale soit du groupe statuaire d’une Victoire couronnant un empereur lors de son triomphe, sans doute Galère, sans garantie absolue cependant car « l’individualisation des portraits des Tétrarques est une des plus grandes difficultés de l’histoire du portrait romain » et les recherches dans cette direction ont souvent été vaines. De même, l'identification par le lieu de découverte, sur laquelle se fonde l'étude de Srejović, est contestée par Baratte, qui indique que la statue a pu appartenir à un groupe statuaire impérial.
De manière plus globale les recherches sur le portrait dans l’Antiquité tardive ont nourri des « débats passionnés, mais contradictoires », avec des œuvres d’art de la fin du IIIe siècle à fois liées, selon Baratte, à « une rupture décisive avec le passé et le début d’une période nouvelle dans l’histoire de l’art » mais aussi une certaine continuité avec « l’évolution de la sculpture de la seconde moitié du IIIe siècle ». Le règne de Dioclétien voit un renouveau de la politique de programme iconographique officiel, après une longue période, signe de la crise de l’Empire romain au cours de ce IIIe siècle.
Selon Srejović, des œuvres conservées au Louvre et au British Museum invitent malgré tout à accepter une individualisation fidèle des traits (même si certains spécialistes comme Baratte les considèrent comme récentes) ou à accepter que des œuvres d’une même série auraient été réalisées dans des ateliers ou à des époques diverses . Srejović considère la thèse selon laquelle les têtes représentant Galère et réalisées en porphyre ont sans doute été réalisées en Égypte, mais fait preuve de prudence quant à un atelier unique œuvrant pour l’empereur.
La découverte à Romuliana et les traits physiques généraux connus par la numismatique ainsi que le fait que les traits ne sont pas compatibles avec les descriptions des autres Tétrarques incitent Srejović à pencher « sans nul doute » pour un portrait de Galère (en écartant toutefois les indications données par Lactance) : la tête représente « un homme puissant, robuste avec des traits réguliers, qui pourrait être devenu gros avec la maturité ». Les représentations de ce Tétrarque étaient à peu près assurées du fait du bon état de conservation d’un arc retrouvé à Thessalonique en 1957,.
Le fragment de main tenant un globe a pour sa part été trouvé dans le palais en 1972 et semble se rapprocher, par sa taille, de la tête découverte en 1993 et peut donc appartenir à la même statue. La main appartient à une statue monumentale représentant l’empereur avec une ‘’corona triumphalis’’, dans une position debout ou assise et avec un globe dans sa main gauche. La main droite devait tenir un sceptre . Une figure de Victoire, dont une main droite nous est parvenue, se trouvait au-dessus de la tête de l’empereur.

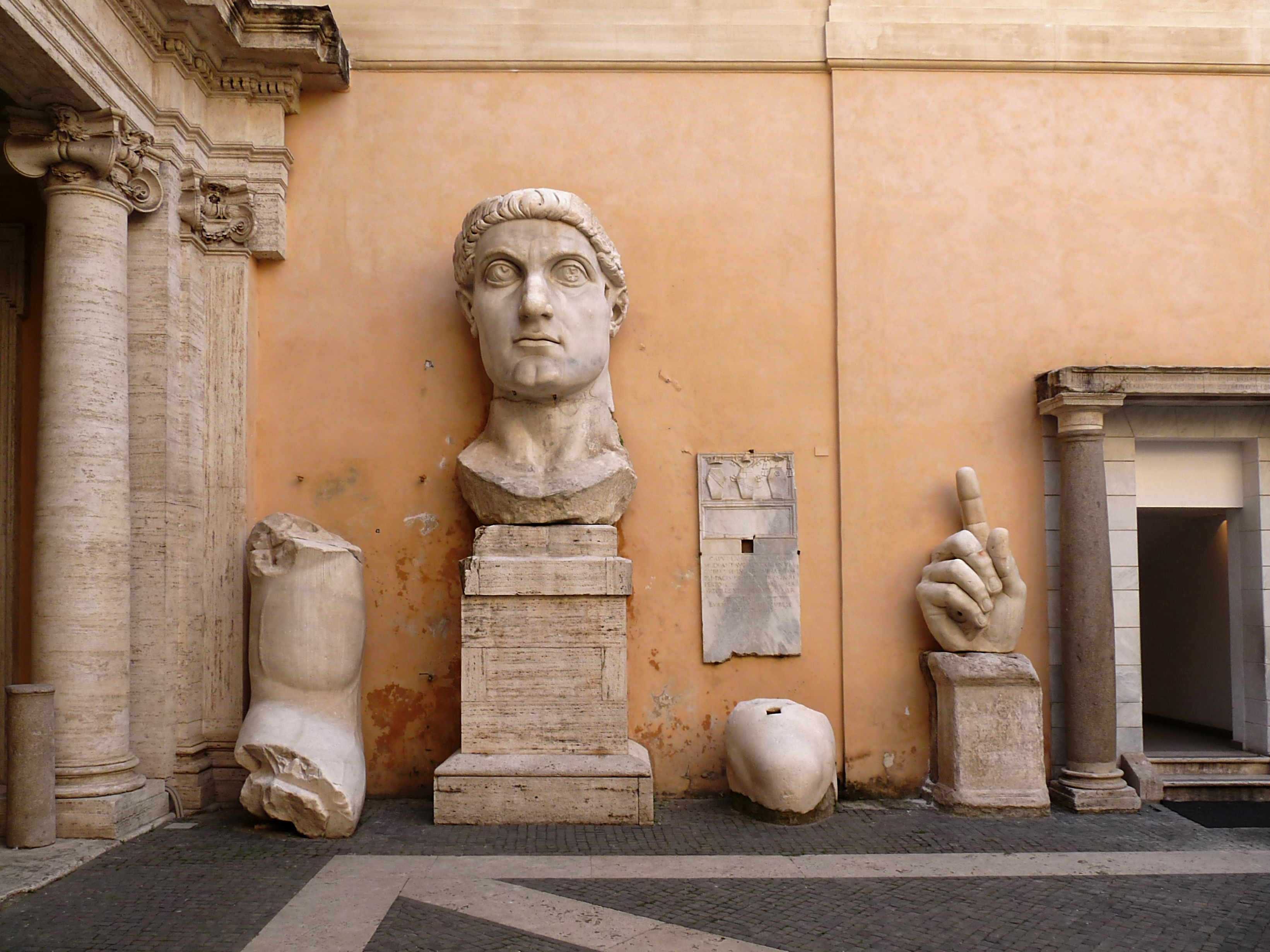
Fragments du colosse de Constantin

L’œuvre appartient à une iconographie connue des Tétrarques, représentés munis d’un sceptre et d’un globe en particulier sur les monnaies. Une statue en bronze similaire fut placée dans le vestibule du palais de Dioclétien d’Antioche. Cette iconographie connaît une postérité, en particulier la statue colossale présente dans la Basilique de Constantin. Cette représentation de Galère daterait de la victoire sur les Perses de Nasreh en 297-298. La statue se trouvait sans doute dans l’axe principal d’une grande salle.
L’œuvre est datée de 300-303 par Srejović, du fait de la jeunesse relative du personnage et remontant donc, selon lui, de l’époque où il était César. Les bustes représentés dans la couronne sont ceux des Tétrarques ou ceux de divinités, Srejović proposant que les Augustes soient représentés sur le gemme placé en position verticale alors que les Césars se trouvent placés à l'horizontale, le tout obéissant à des règles hiérarchiques strictes : le buste central représenterait Dioclétien et Jupiter ; à droite du buste central, Maximin et Hercule ; à la droite de Dioclétien, Constantius et, à la droite de Maximien, Galère en armure. Cette hypothèse n’est pas acceptée par tous les chercheurs ; Baratte considère que la façon de représenter est proche de certaines représentations en marbre, comme une tête découverte à Alba Fucens, et que l’on est face à un « développement autonome et parallèle d’un courant stylistique analogue », qui se développe en Orient et en Occident. Pour le même auteur, « il convient de ne pas favoriser exclusivement une approche « politique » du portrait tétrarchique aux dépens d’une réflexion sur les transformations du goût et de la sensibilité d’une société toute entière ».
La position des personnages en particulier rattacherait l’œuvre à la première Tétrarchie et la fin de 303, année du triomphe à Rome et du début de la construction de Romuliana selon Srejović.

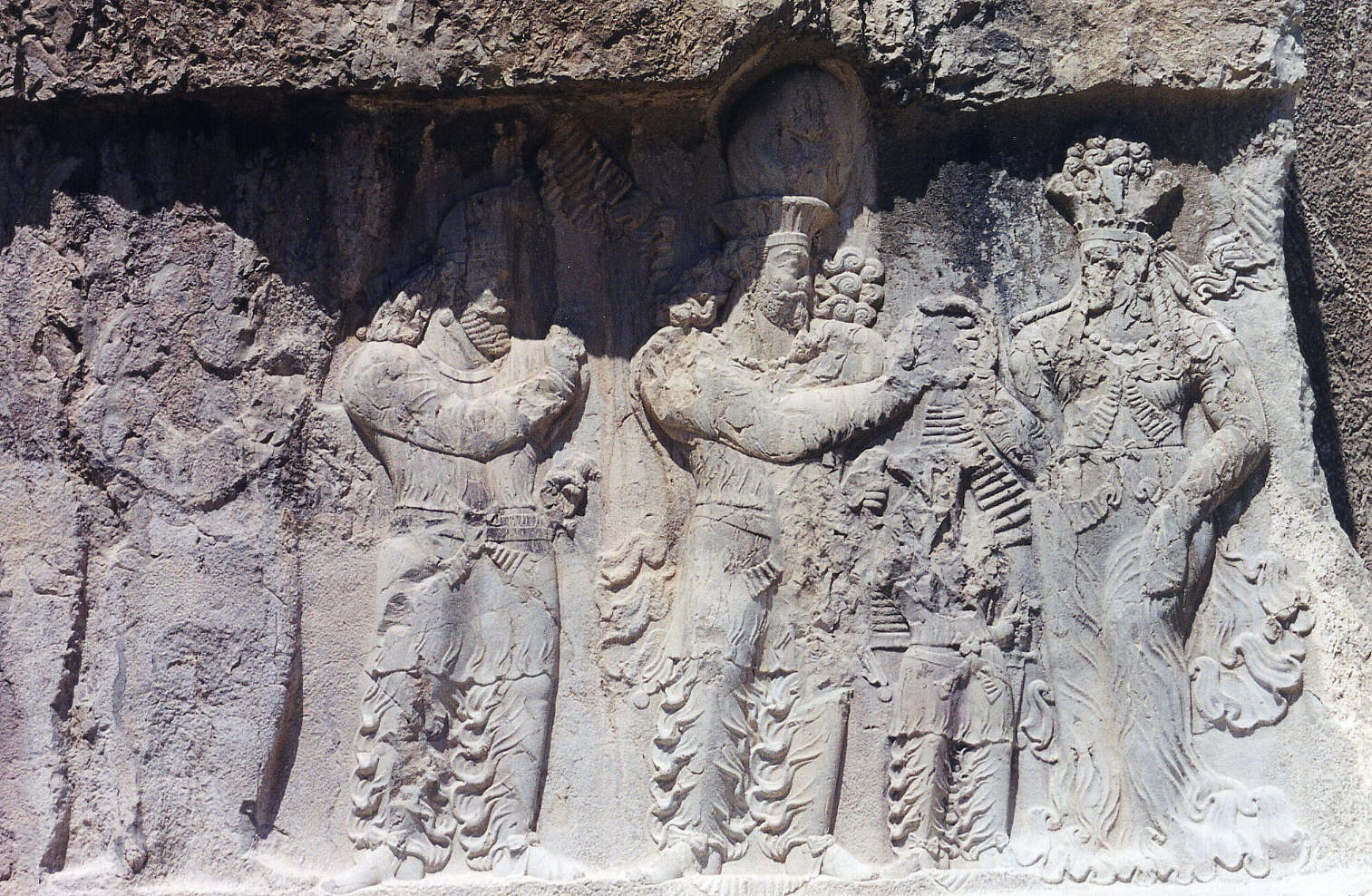
Bas-relief rupestre représentant l'investiture du roi Narseh par la déesse Anahita, site archéologique de Naqsh-e Rostam en Iran), fin du IIIe siècle.

La représentation attribue la victoire sur les Perses à Galère par l’identification des traits et le fait qu’il en porte les attributs, mais les autres membres de la Tétrarchie sont associés à ce fait d’armes qui est collectif. Ce mode de représentation est né dans les parties orientales de l’Empire, Galère est proclamé Victor par Dioclétien en 298 à la suite de la victoire sur les troupes de Narseh et la couronne appartient également à un type oriental originaire de la cour des souverains hellénistiques et retrouvé sur les sites de Syrie et d’Asie Mineure dans les représentations de prêtres et de prêtresses. La statue de Romuliana est donc, selon Srejović, sans doute issue d’un atelier de cette zone géographique.
La construction de Romuliana par Galère a donc débuté entre 298, après la victoire sur les Perses, et 303 au plus tard ; « c’est alors qu’il créa un mythe à propos de lui-même et établit son programme idéologique ».

### Mosaïques et autres

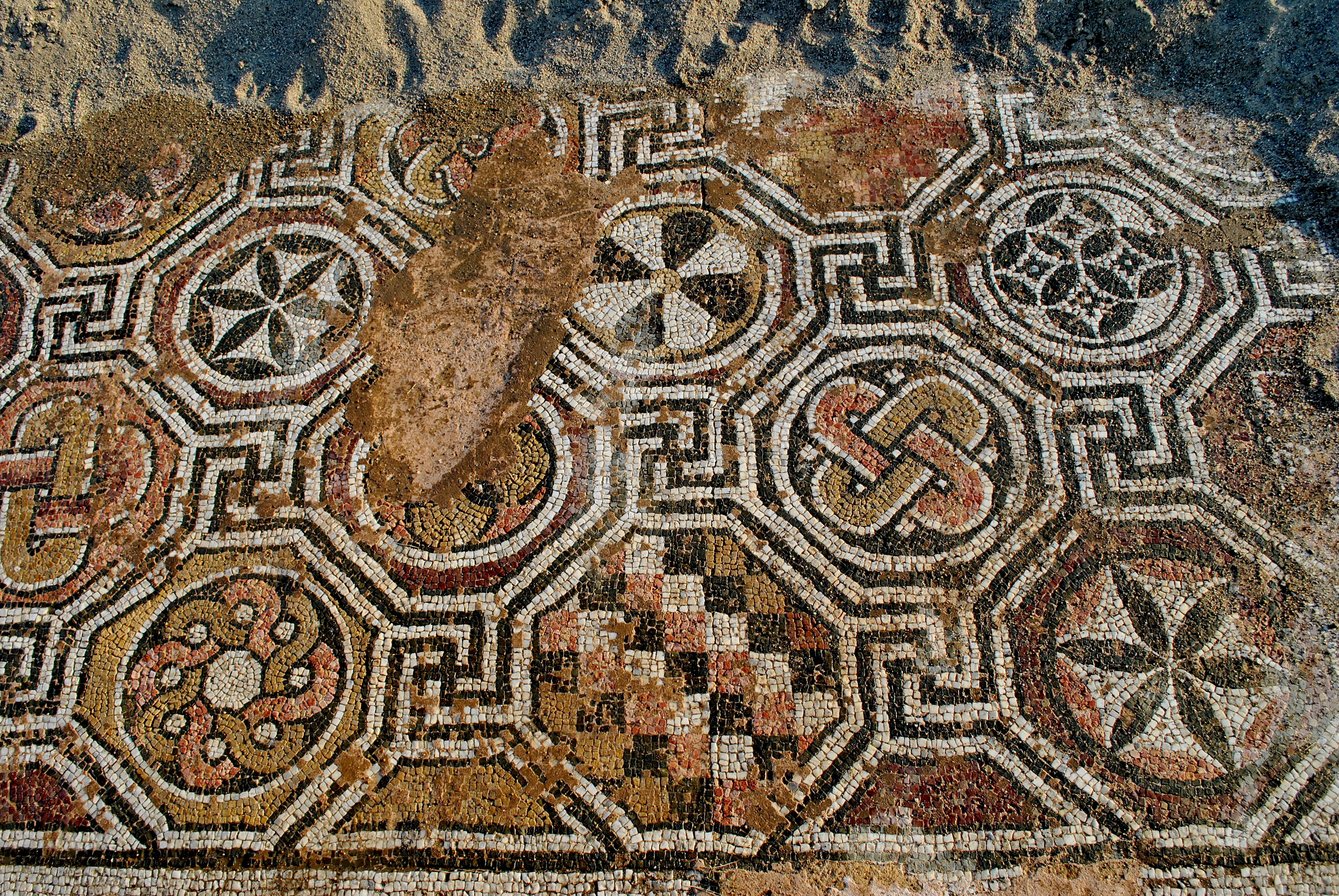
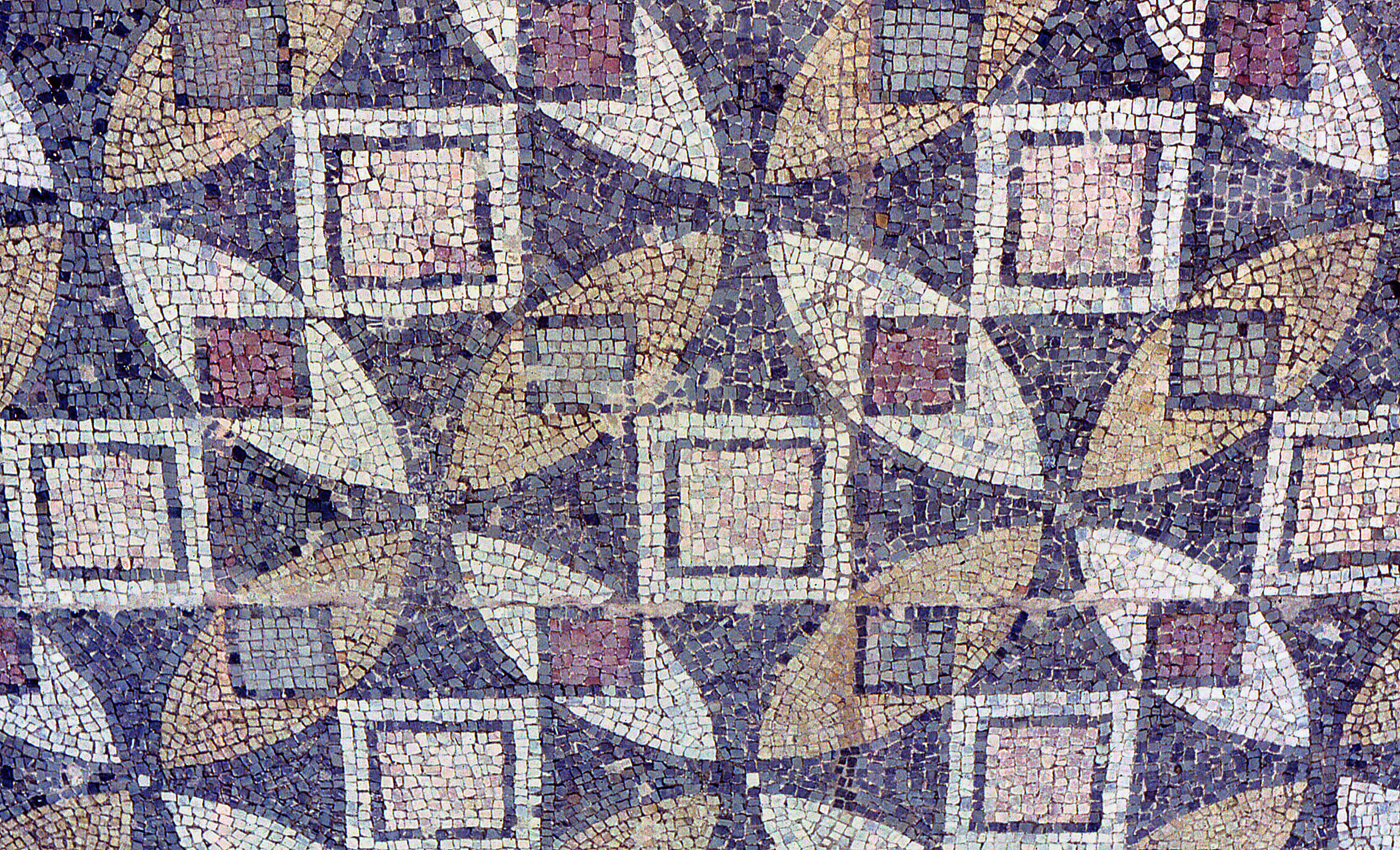
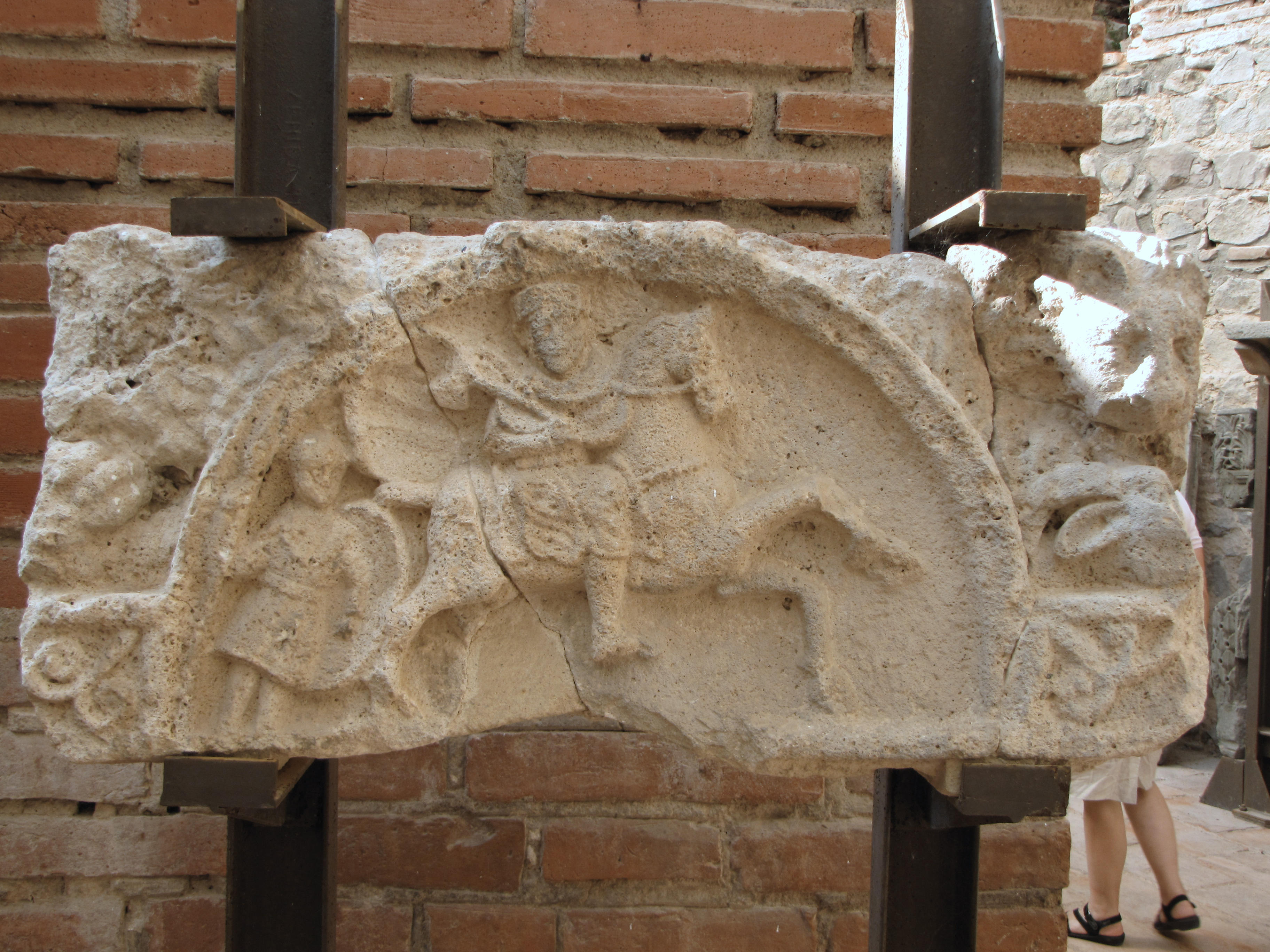
Fragment de frise